# Trombectomia
La trombectomia és l'extracció d'un trombe que bloqueja la circulació de la sang.
En moltes ocasions és un procediment urgent perquè l'oclusió permanent del flux de sang a un òrgan vital pot portar a necrosi. Altres opcions terapèutiques implicades són l'anticoagulació i la trombòlisi.

## Base de coneixements
L'oclusió d'un vas es pot produir per un trombe o una embòlia.
El trombe és la formació d'un coàgul sanguini en l'àmbit local que oclueix el vas on s'ha format.
L'embòlia és l'obstrucció d'un vas produïda per un èmbol (coàgul sanguini, bombolla d'aire, gota de greix…) que és transportat pel torrent sanguini fins a ocluir el vas (veu embòlia).
En funció d'on es forma el trombe, l'embòlia s'impactarà en la circulació sistèmica o pulmonar:
- L'èmbol arterial és un trombe que es forma en el costat esquerre del cor o en les artèries principals i impacta en teixits de cos que no són els pulmons: en el cervell, en els vasos viscerals i en vasos de les extremitats superiors i inferiors.
- Els èmbols venosos s'originen en venes (per exemple els que es formen en una trombosi venosa profunda) i impacten en el pulmó (veu embòlia pulmonar).

## Usos mèdics
El tractament d'elecció en les trombosis normalment és la anticoagulació, que triga dies a fer efecte. Quan el trombe oclueix un vas que irriga una estructura vital i cal una repermeabilizació urgent, el tractament d'elecció és la trombectomia. La trombectomia percutània està guanyant cada vegada més importància al tenir una menor morbimortalitat respecte la trombectomia quirúrgica. 
Exemples de tractaments serien:
Trombectomia pulmonar, trombectomia renal, trombectomia mesentèrica, trombectomia coronaria i trombectomia cerebral.

## Mètodes

### Trombectomia per catèter

#### Trombectomia amb catèter de baló
Consisteix a accedir al vas, col·locar un catèter de baló, sobrepassar el punt on es troba el trombe, inflar la baló i arrossegar el trombe cap a l'exterior del vas. El catèter es diu Fogarty en honor del seu inventor Thomas J. Fogarty. 
Les possibles complicacions de la trombectomia amb baló inclouen lesions intimals que poden originar una altra trombosi, una dissecció o el trencament d'una placa ateroscleròtica, causant una embòlia distal.

#### Trombectomia per aspiració
Consisteix a aspirar el trombe des d'un catèter. La succió pot realitzar-se aspirant manualment  o mitjançant una bomba de buit. 

### Trombectomia quirúrgica
Consisteix en l'extracció quirúrgica d'un trombe mitjançant una incisió del vas mitjançant cirurgia oberta.

### Tractaments mixtes
Existeixen al mercat sistemes mixtes per la extracció que combinen l'acció mecànica de treure el trombe mecànicament (trombectomia) i dissoldre'l (trombòlisi).